# Villa Reale di Durazzo
La villa Reale (in albanese vila Mbretërore), inizialmente villa Presidenziale (in albanese vila Presidenciale) o villa di Zog (in albanese vila e Zogut), è un'ex residenza reale di Durazzo di proprietà del casato degli Zogu. Si tratta di una delle tre residenze utilizzate dalla famiglia reale albanese tra il 1928 e il 1938 insieme al palazzo delle Brigate di Tirana e alla villa Reale di Shirokë.
Una prima villa fu costruita su progetto dell'architetto Kristo Sotiri intorno al 1926 in stile eclettico ma venne demolita pochi anni dopo, probabilmente a causa di problemi di cedimento strutturale. La seconda villa fu progettata subito dopo dall'architetto italiano Florestano Di Fausto, venendo completata nel 1937.

## Storia
Sulla collina Spitalla, compresa tra l'anfiteatro romano di Durazzo e il mare, era già stata realizzata una villa di proprietà del Primo ministro Essad Pascià Toptani ma dopo il suo omicidio nel 1920 gran parte delle sue proprietà furono nazionalizzate. Intorno al 1925 la popolazione decise di donare la villa al Presidente della Repubblica Ahmet Zogu (proclamatosi poi nel 1928 re degli Albanesi col nome di Zog I) e fu quindi composta una commissione di sei persone, tutti imprenditori di Durazzo, per decidere cosa farne della villa.
Fu chiamato l'architetto Kristo Sotiri per progettare una nuova villa, che fu completata intorno al 1927. L'edificio, costruito in stile eclettico con influenze liberty-moderniste, fu tuttavia demolito pochi anni dopo, probabilmente a causa dei continui cedimenti strutturali del terreno sottostante. Una seconda villa fu quindi progettata poco dopo dall'architetto italiano Florestano Di Fausto in pieno stile razionalista monumentale.
Dopo la deposizione di Zog I in seguito all'invasione italiana dell'Albania la villa fu utilizzata come sede di vari alti comandanti degli eserciti occupanti e sotto il regime socialista la villa, rimasta di proprietà statale, fu utilizzata come residenza governativa. Tra i vari personaggi che vi soggiornarono vi furono Jimmy Carter, Nikita Chruščëv, Zhou Enlai e Norodom Sihanouk.
Gli interni della villa furono danneggiati durante i disordini del 1997. Nel 2006 il governo albanese guidato da Sali Berisha restituì il complesso al principe Leka Zogu, che nel 2007 portò avanti un primo restauro concentrato prevalentemente sugli esterni. Successivamente il casato degli Zogu ha messo all'asta la villa per poter ripianare i propri debiti.

## Descrizione
L'edificio della villa è articolato su tre livelli ed è formato da diversi volumi che si intersecano tra loro in una disposizione piramidale nella quale i vari volumi decrescono progressivamente verso l'alto. La facciata, rivolta verso il mar Adriatico, presenta numerose aperture tra cui l'ingresso principale, raggiungibile tramite una monumentale scalinata composta da 18 gradoni che eleva la struttura rispetto al contesto naturalistico circostante. La planimetria dell'edificio richiama la forma di un'aquila, simbolo nazionale albanese.
L'intero complesso della villa si estende per circa 6 chilometri quadrati ed è situata su uno dei punti più alti di Durazzo.